# Antonio Selva
Antonio Selva (Padua, 1824 - Padua, septiembre de 1889) fue un bajo italiano. 
Su verdadero nombre era Antonio Scremin.
Su padre quiso que aprendiera la profesión de constructor de órganos para lo que le empleó como aprendiz en el taller de Angelo Agostini en Padua. El padre de este, profesor de canto, descubrió su voz y decidió darle clases. Su debut como cantante se produjo en Padua en 1842, en el papel de Zaccaria de Nabucco. Cantó en el coro del teatro La Fenice de Venecia y su voz llamó la atención de Verdi, quien lo eligió como intérprete de Gomez de Silva en el estreno de Ernani, en 1844, sustituyendo al cantante inicialmente previsto. Posteriormente, en el San Carlo de Nápoles cantó el papel de Walter en el estreno de Luisa Miller (1849). Se especializó en los papeles de bajo verdiano, destacando, además de en los citados, en Attila, Briano de Aroldo, Banquo en Macbeth o Moser en I masnadieri.
Cantó en Roma, en Milán y en París. Debutó en el Teatro Real de Madrid en 1852, y posteriormente estuvo contratado en la compañía entre 1864 y 1874. A su retirada fue un solicitado profesor de canto.